# Kazimierz-Pułaski-Denkmal (Washington)

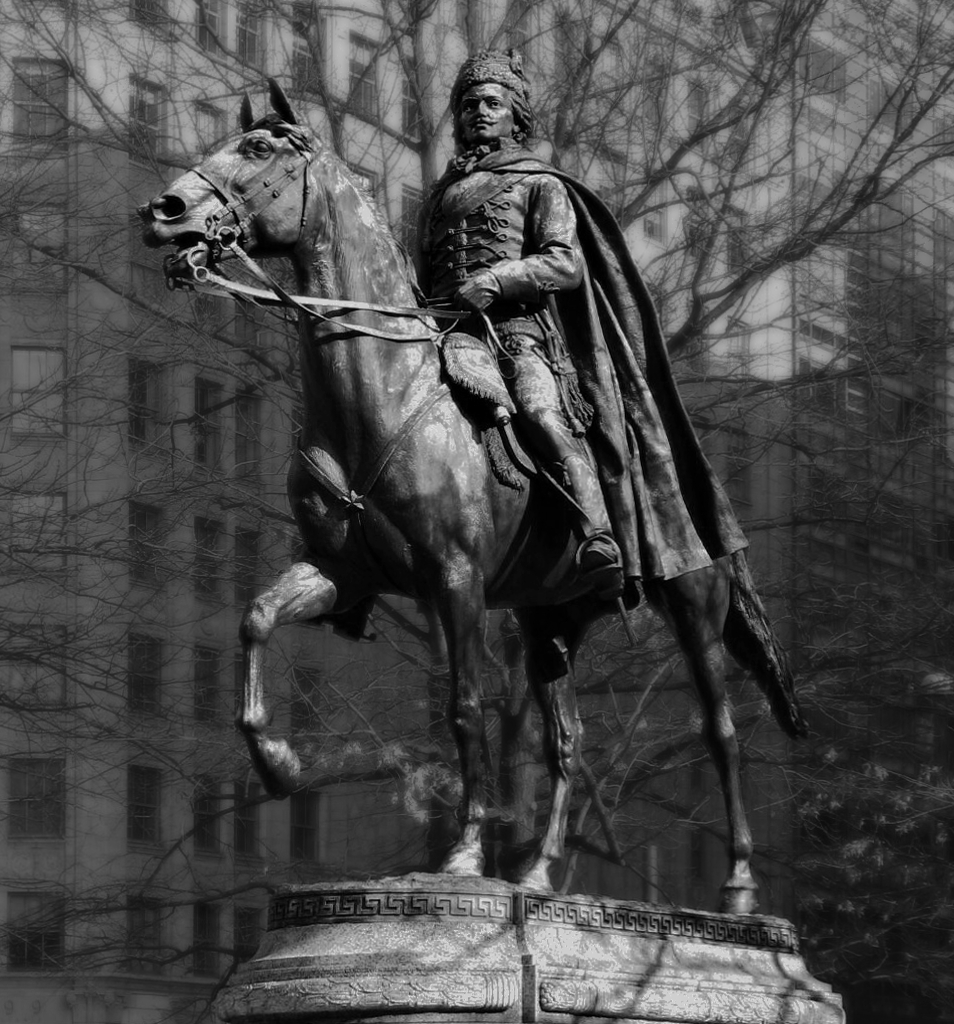
Kazimierz-Pułaski-Denkmal

Das Kazimierz-Pułaski-Denkmal (englisch Casimir Pulaski Monument) in Washington, D.C. steht an der Pennsylvania Avenue zwischen dem Weißen Haus und dem Kapitol und stellt den polnisch-amerikanischen Freiheitskämpfer Kazimierz Pułaski zu Pferd dar.

## Geschichte
Das Denkmal wurde 1910 von dem Lemberger Künstler Kazimierz Chodziński geschaffen. Es wurde im gleichen Jahr feierlich vom US-Präsidenten William Howard Taft eröffnet. Es stellt Pułaski in einer polnischen Uniform aus der Zeit der Konföderation von Bar dar und ist im National Register of Historic Places eingetragen. 